# Lijst van berghutten in de Alpen
De lijst van berghutten in de Alpen bevat onderkomens en vergelijkbare basisaccommodaties. Naast een groot aantal alpine clubhutten van alpine clubs is er ook een hele reeks, die particulier eigendom zijn. De lijst bevat enkele, maar lang niet alle hutten in de zeven Alpenstaten Duitsland, Frankrijk, Italië, Liechtenstein, Oostenrijk, Zwitserland en Slovenië. In Italië worden dergelijke accommodaties ook Rifugio en in Frankrijk Refuge genoemd. Ook gedeeltelijk in Zwitserland, afhankelijk van het taalgebied. In Slovenië heten ze Dom of Koča.
| Berghut                               | Eigenaar                           | Gebergte                   |
| ------------------------------------- | ---------------------------------- | -------------------------- |
| A                                     |                                    |                            |
| Albert Heim Hütte                     | Schweizer Alpen-Club (SAC)         | Urner Alpen                |
| Alte Prager Hütte                     | Deutscher Alpenverein              | Venedigergroep             |
| Anhalter Hütte                        | Deutscher Alpenverein              | Lechtaler Alpen            |
| Ansbacher Hütte                       | Deutscher Alpenverein              | Lechtaler Alpen            |
| B                                     |                                    |                            |
| Brandenburger Haus                    | Deutscher Alpenverein              | Ötztaler Alpen             |
| Braunschweiger Hütte                  | Deutscher Alpenverein              | Ötztaler Alpen             |
| Breslauer Hütte                       | Deutscher Alpenverein              | Ötztaler Alpen             |
| Britanniahütte                        | Schweizer Alpen-Club (SAC)         | Walliser Alpen             |
| Brogleshütte                          |                                    | Geislergroep               |
| C                                     |                                    |                            |
| Cabane Reine Marguerite               | Club Alpino Italiano               | Walliser Alpen             |
| Chalet Reynard                        |                                    | Monts de Vaucluse          |
| D                                     |                                    |                            |
| Dreizinnenhütte                       | Club Alpino Italiano               | Sextener Dolomieten        |
| E                                     |                                    |                            |
| Edelrauthütte                         | Zuid-Tirol                         | Westelijke Tauern Alpen    |
| F                                     |                                    |                            |
| Fiderepasshütte                       | Deutscher Alpenverein              | Allgäuer Alpen             |
| Friesenberghaus                       | Deutscher Alpenverein              | Zillertaler Alpen          |
| G                                     |                                    |                            |
| Glorer Hütte                          | Deutscher Alpenverein              | Glockner Group             |
| Grasleitenhütte                       | Club Alpino Italiano               | Rosengarten                |
| Grasleitenpasshütte                   |                                    | Rosengarten                |
| H                                     |                                    |                            |
| Heidelberger Hütte                    | Deutscher Alpenverein              | Silvretta                  |
| Hochfeilerhütte                       | Alpenverein Südtirol               | Zillertaler Alpen          |
| Hochmoelbing-hut                      | Oostenrijkse touristenclub         | Totes Gebirge              |
| Hollandiahütte                        | Schweizer Alpen-Club (SAC)         | Berner Alpen               |
| I                                     |                                    |                            |
| J                                     |                                    |                            |
| K                                     |                                    |                            |
| Karl-von-Edel-Hütte                   | Deutscher Alpenverein              | Zillertaler Alpen          |
| Kasseler Hütte                        | Deutscher Alpenverein              | Zillertaler Alpen          |
| Kemptner Hütte                        | Deutscher Alpenverein              | Allgäuer Alpen             |
| Konkordiahütte                        | Schweizer Alpen-Club (SAC)         | Berner Alpen               |
| L                                     |                                    |                            |
| Laufener Hütte                        | Deutscher Alpenverein              | Tennengebergte             |
| Lauteraar Hütte                       | Schweizer Alpen-Club (SAC)         | Berner Alpen               |
| Lindauer Hütte                        | DAV Sectie Lindau                  | Vorarlberg Oostenrijk      |
| Lodnerhütte                           | Club Alpino Italiano               | Texelgroep                 |
| Loreahütte                            | Deutscher Alpenverein              | Lechtaler Alpen            |
| M                                     |                                    |                            |
| Martin-Busch-Hütte                    | Deutscher Alpenverein              | Ötztaler Alpen             |
| Matrashaus                            | Oostenrijkse touristenclub         | Berchtesgadener Alpen      |
| Memminger Hütte                       | Deutscher Alpenverein              | Lechtaler Alpen            |
| Mindelheimer Hütte                    | Deutscher Alpenverein              | Zuidoost-Walsertal         |
| Mitterfeldalm                         |                                    | Berchtesgadener Alpen      |
| Monte Leone Hütte                     | Schweizer Alpen-Club (SAC)         | Walliser Alpen             |
| Müllerhütte                           | Zuid-Tirol                         | Stubaier Alpen             |
| N                                     |                                    |                            |
| O                                     |                                    |                            |
| P                                     |                                    |                            |
| Puezhütte                             | Club Alpino Italiano               | Puezgroep                  |
| Q                                     |                                    |                            |
| R                                     |                                    |                            |
| Radlseehütte                          | Alpenverein Südtirol               | Sarntaler Alpen            |
| Rappenseehütte                        | Deutscher Alpenverein              | Allgäuer Alpen             |
| Refuge Albert-Ier                     | Club alpin français                | Mont Blancmassief          |
| Refuge du Goûter                      | Club alpin français                | Mont Blancmassief          |
| Refuge Vallot                         | Club alpin français                | Mont Blancmassief          |
| Regensburger Hütte                    | Club Alpino Italiano               | Dolomieten                 |
| Rifugio ai Caduti dell'Adamello       |                                    | Adamello                   |
| Rifugio al Pisciadù                   | Club Alpino Italiano               | Sella                      |
| Rifugio Angelo Alimonta               |                                    | Brenta                     |
| Rifugio Auronzo                       | Club Alpino Italiano               | Sextener Dolomieten        |
| Rifugio Brentei                       | Club Alpino Italiano               | Brenta                     |
| Rifugio Capanna Cervino               |                                    | Palagroep                  |
| Rifugio Cauriol                       |                                    | Lagorai                    |
| Rifugio Ciampedie                     | Società degli Alpinisti Tridentini | Rosengarten                |
| Rifugio Croz dell'Altissimo           |                                    | Brenta                     |
| Rifugio Elisabetta Soldini Montanaro  | Club Alpino Italiano               | Mont Blancmassief          |
| Rifugio Erdemolo                      |                                    | Lagorai                    |
| Rifugio Fraccaroli                    | Club Alpino Italiano               | Venetische Vooralpen       |
| Rifugio Franco Chiarella all'Amianthe | Club Alpino Italiano               | Walliser Alpen             |
| Rifugio Gardeccia                     |                                    | Rosengarten                |
| Rifugio Graffer al Grostè             | Società degli Alpinisti Tridentini | Brenta                     |
| Rifugio Guido Larcher                 |                                    | Zuidelijke Rhätische Alpen |
| Rifugio Re Alberto                    |                                    | Rosengarten                |
| Rifugio Roda di Vaèl                  | Società degli Alpinisti Tridentini | Rosengarten                |
| Rifugio Silvio Agostini               | Società degli Alpinisti Tridentini | Brenta                     |
| Rifugio Tommaso Pedrotti              | Società degli Alpinisti Tridentini | Brenta                     |
| Rifugio Vinzenco Lancia               | Società degli Alpinisti Tridentini | Venetische Vooralpen       |
| Rifugio Vittorio Sella                | Club Alpino Italiano               | Gran Paradiso massif       |
| Rifugio XII Apostoli                  | Società degli Alpinisti Tridentini | Brenta                     |
| Rüsselsheimer Hütte                   | Deutscher Alpenverein              | Ötztaler Alpen             |
| S                                     |                                    |                            |
| Schlüterhütte                         | Zuid-Tirol                         | Dolomieten                 |
| Schutzhaus Tierser Alpl               |                                    | Schlernmassief             |
| Simmshütte                            | Deutscher Alpenverein              | Lechtaler Alpen            |
| T                                     |                                    |                            |
| Taschachhaus                          | Deutscher Alpenverein              | Ötztaler Alpen             |
| U                                     |                                    |                            |
| Ulmer Hütte                           | Deutscher Alpenverein              | Lechtaler Alpen            |
| V                                     |                                    |                            |
| Vernagthütte                          | Deutscher Alpenverein              | Ötztaler Alpen             |
| Verpeilhütte                          | Deutscher Alpenverein              | Ötztaler Alpen             |
| W                                     |                                    |                            |
| Waltenberger-Haus                     | Deutscher Alpenverein              | Allgäuer Alpen             |
| Wildstrubelhütte                      | Schweizer Alpen-Club (SAC)         | Wildstrubel                |
| X                                     |                                    |                            |
| Y                                     |                                    |                            |
| Z                                     |                                    |                            |